# 沖縄県道183号南大東飛行場線
沖縄県道183号南大東飛行場線（おきなわけんどう183ごう みなみだいとうひこうじょうせん）は、沖縄県島尻郡南大東村在所と旧東の南大東空港とを結ぶ一般県道。

## 概要
- 起点：島尻郡南大東村字在所（沖縄県道182号北南線）
- 終点：島尻郡南大東村字旧東（南大東空港）
- 総延長：4.43km（実延長も同じ）

## 通過自治体
- 島尻郡南大東村（南大東島）

## 交差する道路
- 沖縄県道182号北南線（起点）

## 主要施設
- 南大東村役場（南大東村南）
- 南大東島地方気象台（南大東村在所）
- 南大東空港（南大東村旧東、終点）

## 歴史
- 1972年（昭和47年）に村役場 - 南大東空港（いずれも当時）間の村道を県道に昇格、指定される（指定された時点では政府道）。
- 1997年（平成9年）に旧東地区へ現空港が移転開港に伴い延長、旧空港への一部区間は村道へ降格した。